# متنزه جبل غوسبوند الحكومي
متنزّه جبل غوسبوند الحكومي،  1,706 أكر (6.90 كـم2) هو متنزّه ولاية غير مطورة يقع في مقاطعة أورانج، نيويورك. يقع المتنزّه داخل مدينة تشيستر وتديرها لجنة متنزّه باليساديس بين الولايات.

## وصف المتنزّه
متنزّه جبل غوسبوند الحكومي هو متنزّه غير مطورة، وهو متاح للاستجمام مثل المشي لمسافات طويلة وركوب الخيل ومشاهدة الطيور.يمكن الوصول إلى قسم صغير للمتنزهين غير الرسميين عبر ممر خشبي، وهناك مسارات إضافية واسعة لممارسي رياضة المشي لمسافات طويلة وراكبي الخيل. جزء من المنطقة عبارة عن أرض رطبة تستخدم كملاذ للطيور.
ربما استخدم الزعيم الموالي كلوديوس سميث ملجأ صخريًا في المنطقة كمخبأ خلال الحرب الثورية الأمريكية.

## صالة عرض

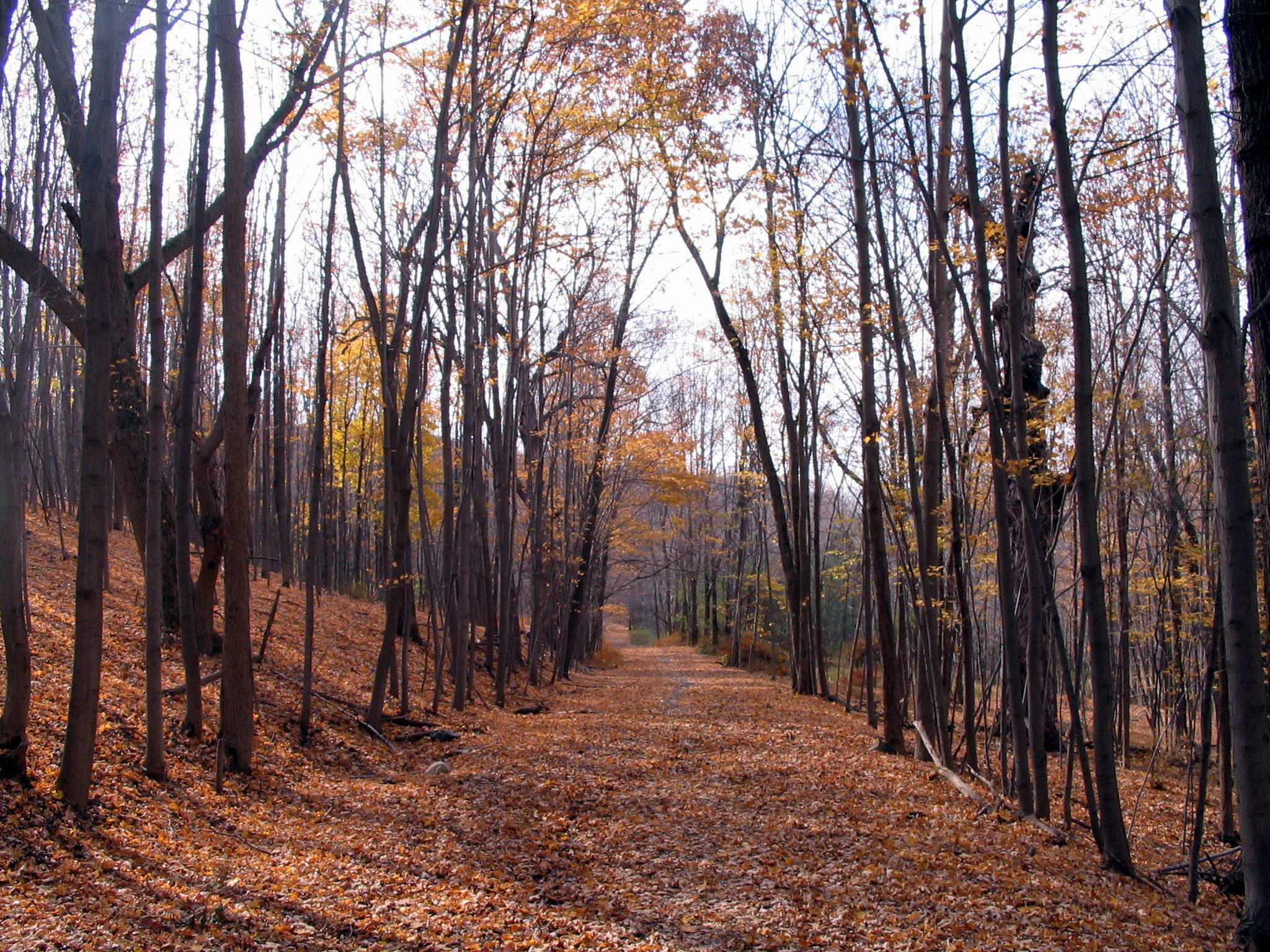
الدرب المرصوف ذو اللون الأزرق
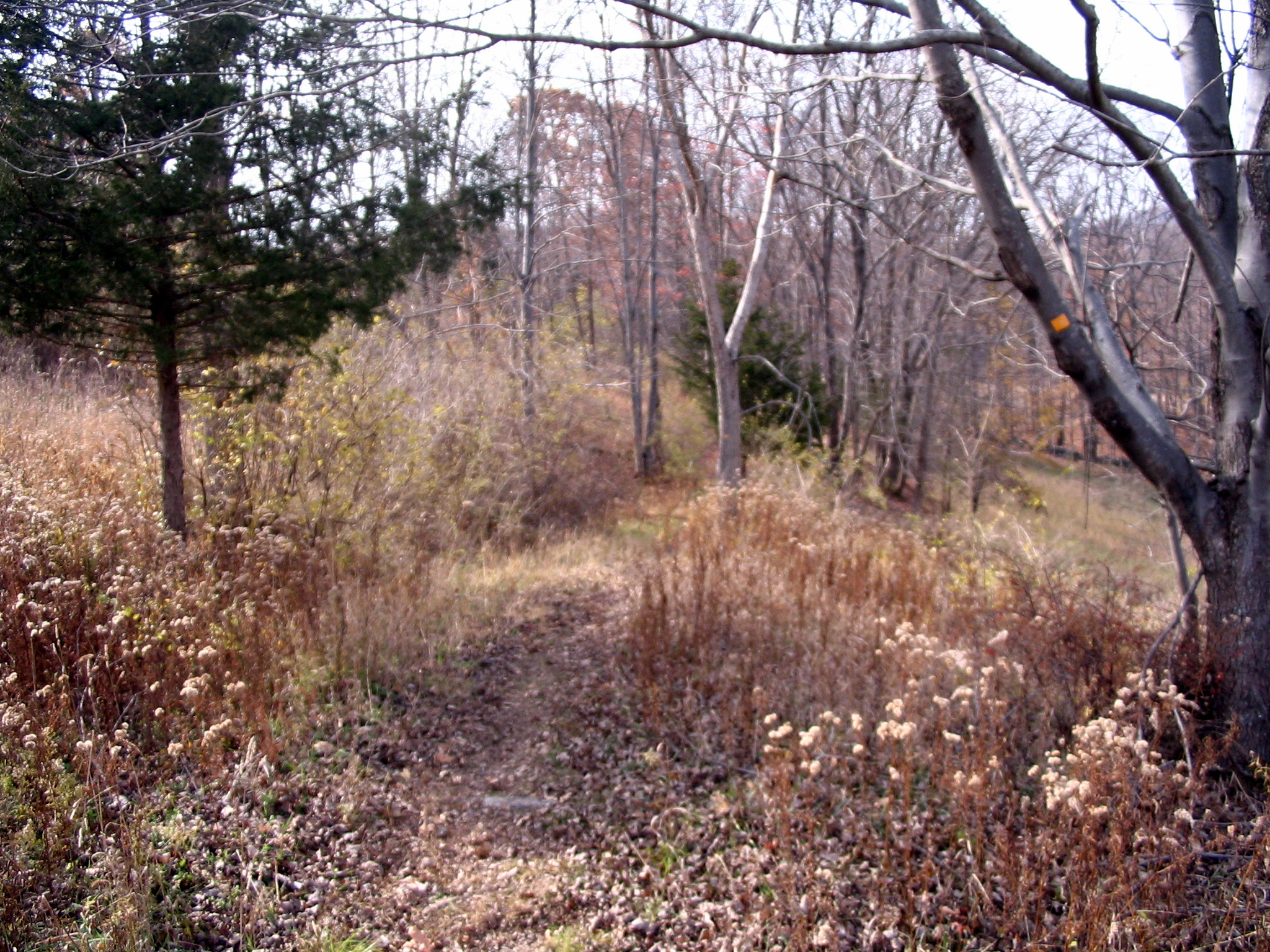
الدرب الأكثر بدائية ذو اللون البرتقالي
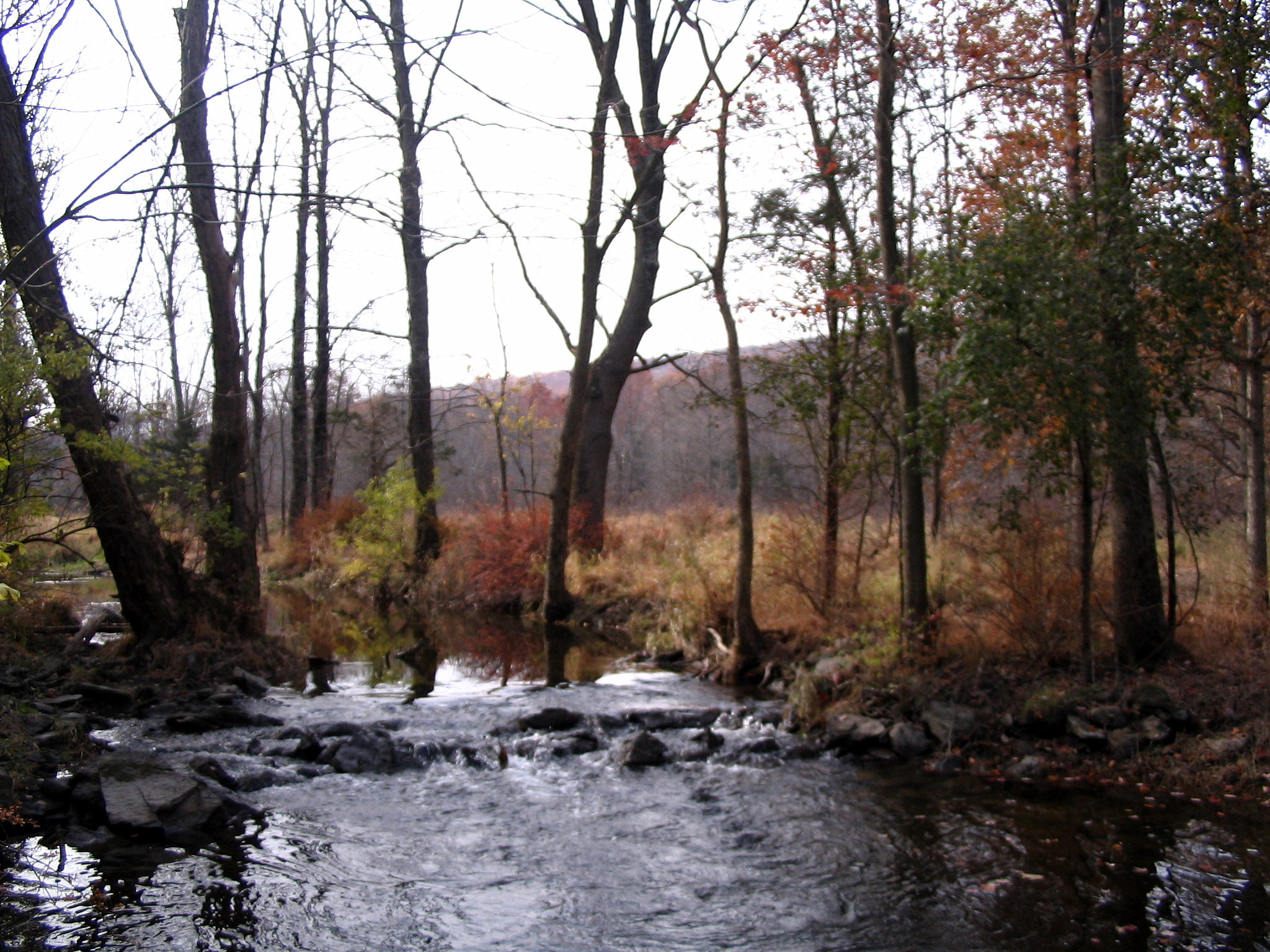
سيلي بروك
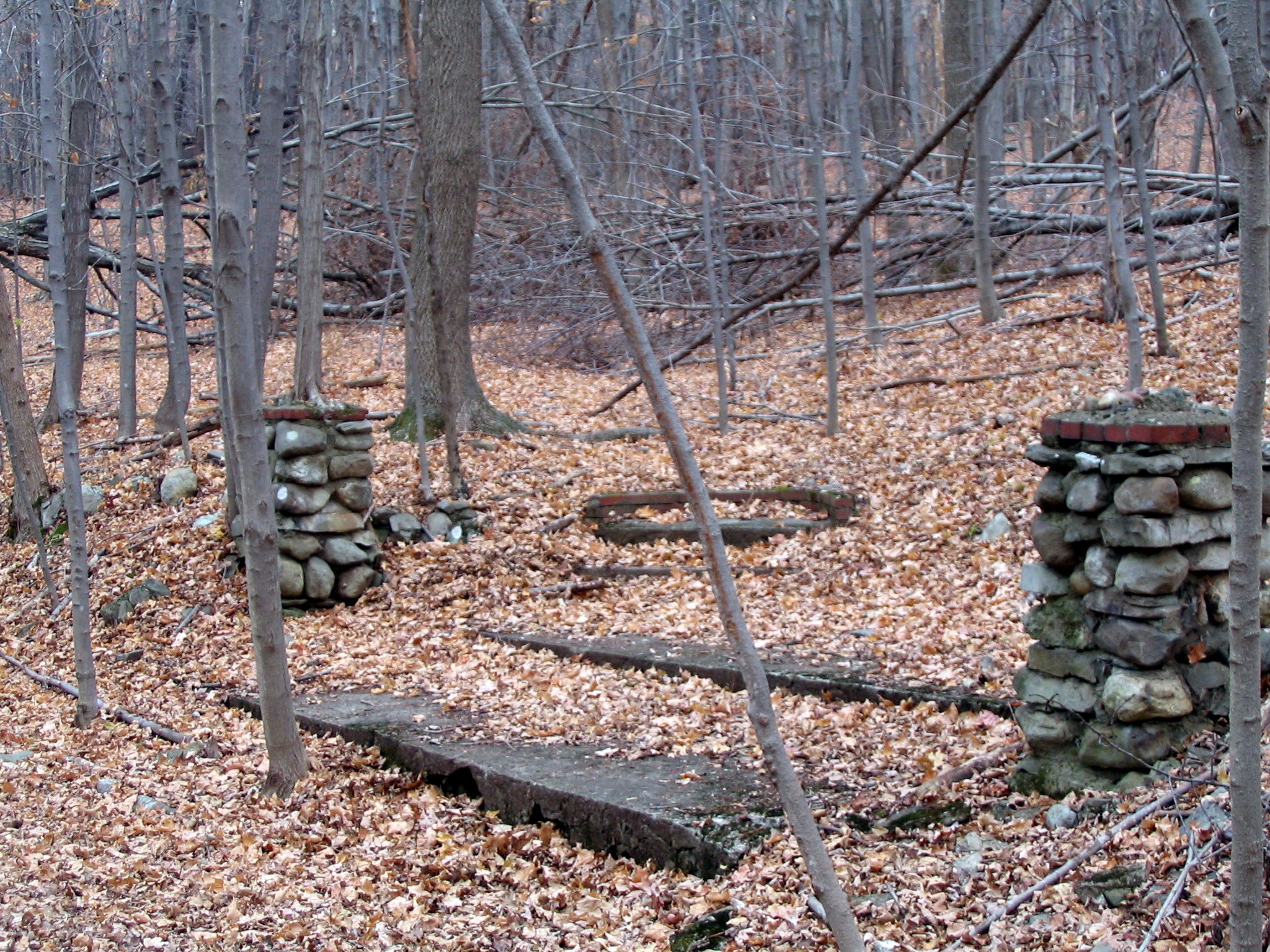
يمكن العثور على الهياكل الحجرية المهجورة داخل الحديقة

## روابط خارجية
- New York State Parks: Goosepond Mountain State Park